# Gymnastes clitellarius
Gymnastes clitellarius là một loài ruồi trong họ Limoniidae. Chúng phân bố ở miền Australasia.